# جایزه واتسلاف هاول برای مخالفت خلاقانه

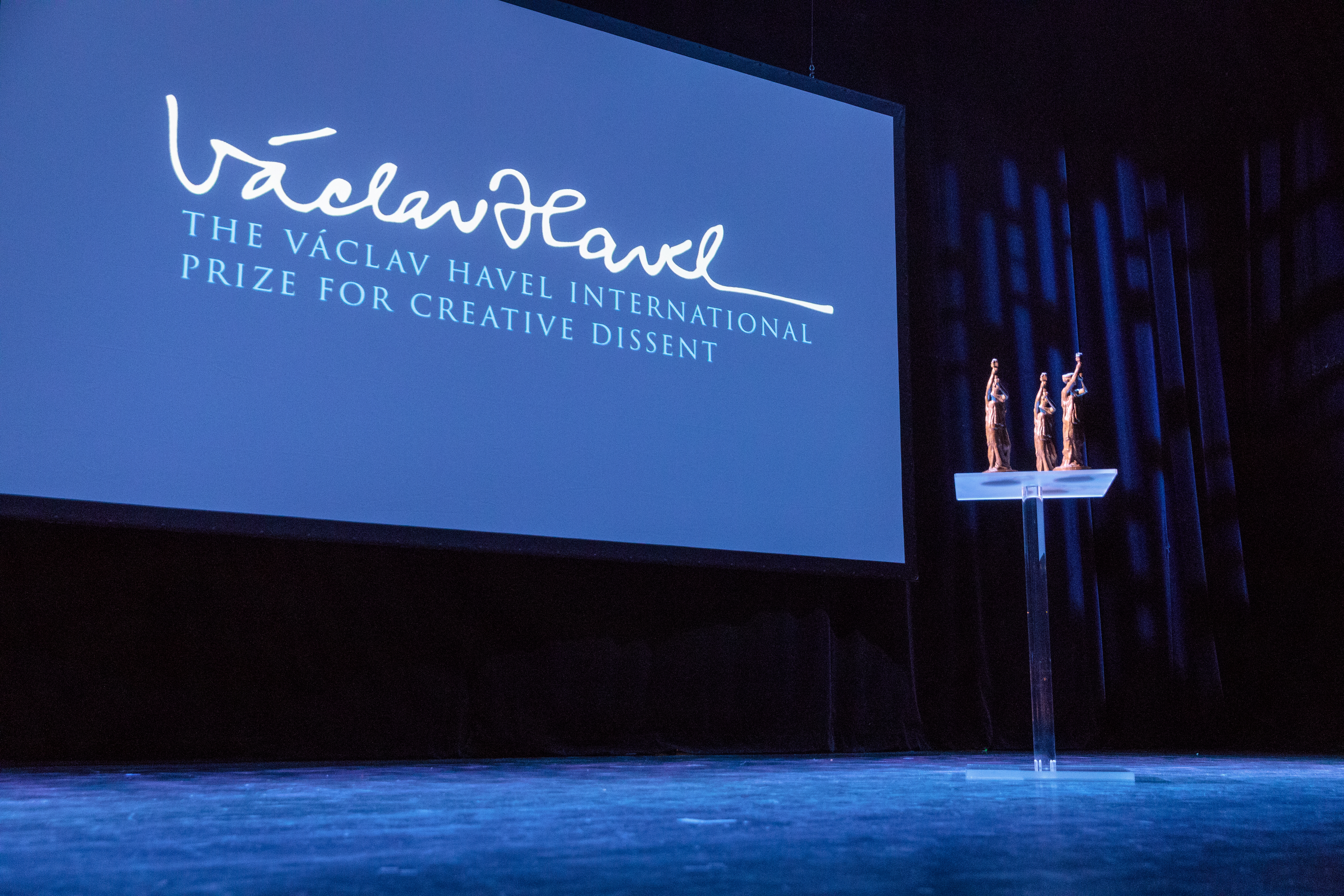
مراسم اهدای جایزه واسلاو هاول در سال ۲۰۱۸

جایزه واتسلاف هاول برای مخالفت خلاقانه (انگلیسی: Václav Havel Prize for Creative Dissent)، جایزه‌ای است که در سال ۲۰۱۲ توسط بنیاد حقوق بشر (HRF) مستقر در نیویورک ایجاد شد. به گفته ثور هالورسن، رئیس بنیاد حقوق بشر، این جایزه به افرادی اعطا می‌شود که «در مخالفت خلاقانه شرکت می‌کنند، شجاعت و خلاقیت را برای مقابله با بی‌عدالتی نشان می‌دهند و در حقیقت زندگی می‌کنند.»
این جایزه به افتخار نمایشنامه‌نویس و سیاستمدار مخالف اهل چک، واتسلاف هاول، که در دسامبر ۲۰۱۱ درگذشت، نام‌گذاری شده است و با کمک همسر او، داگمار هاولووا، تأسیس شد. سرگی برین، یکی از بنیان‌گذاران گوگل و پیتر تیل، یکی از بنیان‌گذاران پی‌پل، بخشی از تأمین مالی این جایزه را برعهده داشتند.

## دریافت‌کنندگان
| سال  | برندگان جایزه | یادداشت |
| ---- | --- | --- |
| ۲۰۱۲ | آی وی‌وی (چینی مخالف)، آنگ سان سو چی (فعال دموکراسی برمه‌ای)، منال شریف (فعال حقوق زنان سعودی)                                                                 | این جایزه در ۹ مه در اسلو، نروژ توسط انجمن آزادی اسلو اهدا شد. پس از اینکه سخنرانی منال الشریف صدها هزار بار در یوتیوب مشاهده شد، او شغل خود را به عنوان مشاور امنیت اینترنتی در شرکت ملی نفت عربستان سعودی، آرامکو، از دست داد. گری کاسپاروف، اهداکننده جایزه، اظهار داشت که هر سه برنده «نه تنها شجاعت، بلکه اشتیاق و طنزی را نشان داده‌اند که بی‌رحمی دیکتاتوری را فاش می‌کند.» |
| ۲۰۱۲ | علی فرزات (کارتونیست سوری)، پارک سانگ هاک (فعال دموکراسی کره شمالی)، زنان سفیدپوش (گروه جامعه مدنی کوبایی)                                                   | این جایزه در ۱۵ مه توسط انجمن آزادی اسلو اهدا شد. برتا سولر، رهبر گروه «زنان سفیدپوش»، در اولین سفر خود به خارج از کوبا، این جایزه را دریافت کرد، در حالی که جایزه ساخاروف برای آزادی اندیشه را نیز دریافت کرد. |
| ۲۰۱۴ | اردوغان گوندوز (معترض و هنرمند اجرایی ترکیه‌ای)، پوسی رایت (گروه موسیقی پانک راک اعتراضی روسی)، دوندوپ وانگچن (مستندساز تبتی)                                 | |
| ۲۰۱۵ | جریفا (جنبش مقاومت بدون خشونت سودانی)، ساکدیاه معروف (کمدین ایستاده اندونزیایی)، ال سکستو (هنرمند و فعال گرافیتی کوبایی)                                     | |
| ۲۰۱۶ | آتنا فرقدانی (کارتونیست ایرانی)، پتر پاولنسکی (هنرمند اجرایی روسی)، امیدا احمدوا (عکاس خبری ازبک)                                                            | جایزه پاولنسکی توسط بنیاد حقوق بشر پس گرفته شد پس از اینکه او قصد خود را برای تقدیم جایزه و پول جایزه به «پارتیزان‌های پریمورسکی» اعلام کرد، گروهی از شش نوجوان در خاور دور روسیه که در سال ۲۰۱۰ اعلام «جنگ چریکی» علیه پلیس برای «اعتراض به فساد و بی‌قانونی» کردند و به‌دلیل قتل سه افسر، سرقت و دزدی به احکام طولانی زندان محکوم شدند. در یک نامه، بنیاد گفت که پس گرفتن جایزه «بدبختانه و بی‌سابقه» است و کسانی که «استفاده از خشونت را به‌عنوان یک روش معتبر برای مبارزه با سرکوب دولتی» ترویج داده‌اند، از دریافت جایزه منع شده‌اند. |
| ۲۰۱۷ | سیلوانوس مودزوف (هنرمند و فعال زیمبابوه‌ای)، آیات القرمزی (شاعر و فعال بحرینی)، ال چیگویری بیپولار (وب‌سایت طنزآمیز ونزوئلایی)                                 | ارائه شده در ۲۴ مه توسط انجمن آزادی اسلو. |
| ۲۰۱۸ | امانوئل جال، تئاتر آزاد بلاروس، مای خویی | ارائه شده در ۳۰ مه توسط انجمن آزادی اسلو. |
| ۲۰۱۹ | گروه رپ ضد دیکتاتوری (رپرهای تایلندی)، ریما سوپرانی (کارتونیست ونزوئلایی)، رامی عصام (موسیقی‌دان مصری)                                                        | ارائه شده در ۲۹ مه توسط انجمن آزادی اسلو. |
| ۲۰۲۰ | بادیچائو (هنرمند چینی)، عمر عبدالعزیز (وبلاگ‌نویس سعودی)، کیزیتو میهیگو (خواننده گاسپل رواندایی)                                                              | به‌صورت آنلاین در ۲۵ سپتامبر در جریان انجمن آزادی مجازی اسلو ارائه شد. |
| ۲۰۲۲ | اینس کانتر فریدام (بازیکن حرفه‌ای بسکتبال و مدافع حقوق بشر)، پروژه پیکان‌آرت‌کار (هنرمندان ایرانی در دیاسپورا)، مارینا اووسیانیکووا (روزنامه‌نگار اوکراینی-روسی) | انِس کانتر فریدام به‌دلیل افزایش آگاهی دربارهٔ نقض حقوق بشر توسط حزب کمونیست چین (CCP) جایزه را دریافت کرد، پیکان آرت کار به‌دلیل الهام بخشیدن به هنرمندان ایرانی در دیاسپورا برای حمایت از حقوق بشر در ایران، و مارینا اووسیانیکووا به‌دلیل برگزاری اعتراضی علیه حمله روسیه به اوکراین در سال ۲۰۲۲ در جریان پخش خبری تلویزیون دولتی روسیه. این جایزه در ۲۵ مه توسط انجمن آزادی اسلو اعطا شد. |
| ۲۰۲۴ | توماج صالحی (رپر ایرانی)، طاهر هموت ایزگیل (شاعر و فیلمساز اویغور)، گابریلا مونترو (پیانیست ونزوئلایی)                                                       | |